# Igor Choma
Igor Choma (Turócszentmárton, 1964. január 28. –) szlovák politikus, képesítését tekintve építész. A 2010. évi parlamenti választásokon az Irány - Szociáldemokrácia (SMER - sociálna demokracia) listájáról szerzett mandátumot. A 2010. évi önkormányzati választásokon Zsolna polgármesterévé választották.

## Pályafutása
Felsőfokú végzettségét a Szlovák Műszaki Főiskola építészeti tanszékén szerezte meg. Tanulmányai befejeztével 1987 és 1996 között egy építőipari vállalat alkalmazotta volt. Ezt követően 1999-ig Szlovákia Külkereskedelmi Minisztériuma moszkvai képviseletének alkalmazotta. 2006 és 2010 között a szlovák Nemzeti Autópálya Kezelő Társaság (Národná diaľničná spoločnosť) vezérigazgatója volt.

## Fordítás
- Ez a szócikk részben vagy egészben a Igor Choma című szlovák Wikipédia-szócikk ezen változatának fordításán alapul.  Az eredeti cikk szerkesztőit annak laptörténete sorolja fel. Ez a jelzés csupán a megfogalmazás eredetét és a szerzői jogokat jelzi, nem szolgál a cikkben szereplő információk forrásmegjelöléseként.